# Euler Math Toolbox
Euler Math Toolbox（又稱 Euler 或 EuMathT）是一個免費且開源的數值分析軟體。它包含矩阵語言、圖形化筆記本樣式的介面與一個繪圖視窗。Euler被設計用於高等數學，如微積分、最优化和统计学等。
該軟體可以處理實數、複數、區間、向量和矩陣，能夠生成二維和三維圖形，並使用Maxima進行符號運算。該軟體可以在Windows上編譯。Unix和Linux版本不包含計算機代數系統。

## 歷史
Euler Math Toolbox 起源於1988年，最初是一個為 Atari ST 開發的程式。當時，該程式的名稱只是 Euler，但這個名字對於互聯網來說過於模糊。該程式的主要目的是創建一個工具，用於測試數值算法、可視化結果以及在課堂上展示數學內容。Euler Math Toolbox 使用的矩陣語言類似於自1970年代開始開發的 MATLAB。Euler 的主要開發者從過去到現在一直是德國 艾克斯提特-因哥斯塔特天主教大學 的數學家 René Grothmann。2007年，Euler 與 Maxima 計算機代數系統結合。符號表達式和其他功能被添加進來，以便與 Maxima 通信，並實現與數值 Euler 核心的高度整合。

## 概述
Euler 的核心是一個用 C/C++ 編寫的數值系統。它能處理實數、複數和區間值，以及這些類型的矩陣。其他可用的數據類型包括稀疏矩陣、壓縮矩陣、一個用於精確內積的長累加器和字符串。字符串用於表達式、文件名等。基於這個核心，額外的功能用 Euler 矩陣語言實現，這是一種類似於高級 BASIC 方言的解釋型程式語言。Euler 包含統計、包含區間的精確數值計算、微分方程和剛性方程、天文函數、幾何等方面的庫。
簡潔的界面由一個文本窗口和一個圖形窗口組成。文本窗口包含完全可編輯的筆記本，而圖形窗口顯示圖形輸出。圖形也可以添加到筆記本窗口，或以各種格式（如 PNG、SVG、WMF、剪貼簿）導出。圖形類型包括2D和3D的線圖、條形圖或點圖，包括3D表面和其他3D圖形的紅藍立體圖。Euler 有一個 API 用於使用開源光線追蹤器 POV-Ray。
Euler 通過 Maxima 處理符號運算，Maxima 作為一個單獨的進程加載，通過管道與 Euler 通信。這兩個程式可以交換變量和值。實際上，Maxima 被用於各種 Euler 函數（例如 牛頓法）中，以輔助計算導數、泰勒展開和積分。此外，Maxima 可以在定義 Euler 函數時調用。
LaTeX 可以在 Euler 中使用來顯示公式。對於公式導出到 HTML，可以使用生成的 LaTeX 圖像或 MathJax。特殊的導出選項可以將所有圖形導出為 SVG。
Euler 還包括 Tiny C 編譯器，允許用 C 編寫的子程序進行編譯，並通過 Windows DLL 包含進來。
Euler 與 MATLAB 及其免費克隆 (GNU Octave) 有很多相似之處，但不相容。

## 外部連結
- 官方网站
- 官方論壇 （页面存档备份，存于）
- 舊版適用於Unix/Linux的GTK+版Euler （页面存档备份，存于）